# Birmingham Museum and Art Gallery
Le Birmingham Museum & Art Gallery, aussi connu sous l'acronyme BMAG, est un musée et une galerie d'art de Birmingham, Angleterre.
BMAG possède une collection d'importance internationale couvrant les beaux-arts, céramiques, métal, bijoux, archéologie, ethnographie, histoire locale et histoire industrielle.

## Histoire
En 1829, la Société des Artistes Birmingham (en) (Birmingham Society of Artists) a créé un bâtiment d'exposition privée à New Street, Birmingham.

## Branches du musée
Birmingham Museum & Art Gallery est l'une des neuf entités gérées par le Birmingham Museum Trust sous le nom Birmingham Museums. Les autres musées et organisations culturelles associées sont :
- Aston Hall, à  Aston (en), construite 1618 - 1635[3]
- Blakesley Hall, à Yardley (en), une maison Tudor[4]
- Museum Collection Centre, le centre de conservation des collections des musées de Birmingham[5]
- Museum of the Jewellery Quarter, un musée du bijou situé à Hockley[6]
- Sarehole Mill, dans le Hall Green, un moulin à eau[7]
- Soho House, à Handsworth, la maison de Matthew Boulton avec des expositions sur la Lunar Society (Société lunaire)[8]
- Thinktank, Birmingham Science Museum, le musée des sciences naturelles[9]
- Weoley Castle (en), dans le Château Weoley[10]

## Collections
La galerie d'art est surtout connue pour ses vastes collections de peintures allant du XIVe au XXIe siècle. Elles comprennent les travaux de la Confrérie préraphaélite et la plus grande collection d'œuvres d'Edward Burne-Jones dans le monde, qui comprend notamment Le Chevalier miséricordieux et L'Étoile de Bethléem.

### Antiquités
La collection comprend des pièces de monnaie depuis l'Antiquité jusqu'au Moyen Âge, des objets fabriqués de Inde ancienne et d'Asie centrale, de la Chypre ancienne et d'Égypte ancienne. Le musée possède aussi des pièces de Grèce classique, de l'Empire romain et d'Amérique latine. D'autres pièces portent aussi sur l'art médiéval.

### Birmingham et l'esclavage
Au sein des Birmingham History Galleries (en), un espace intitulé Birmingham and the Slave Trade est consacré aux lien entre la ville et l’histoire de l’esclavage colonial et de la traite négrière. En effet, l'importante production manufacturière de Birmingham, notamment les armes à feu et la métallurgie, a servi à produire des fers d'esclaves ou à alimenter les cargaisons de pacotille destinées à être troquées contre des captifs sur les côtes africaines,,. De même, les habitants de la ville ont consommé les denrées produites par les esclaves dans les plantations coloniales (sucre, café, tabac).

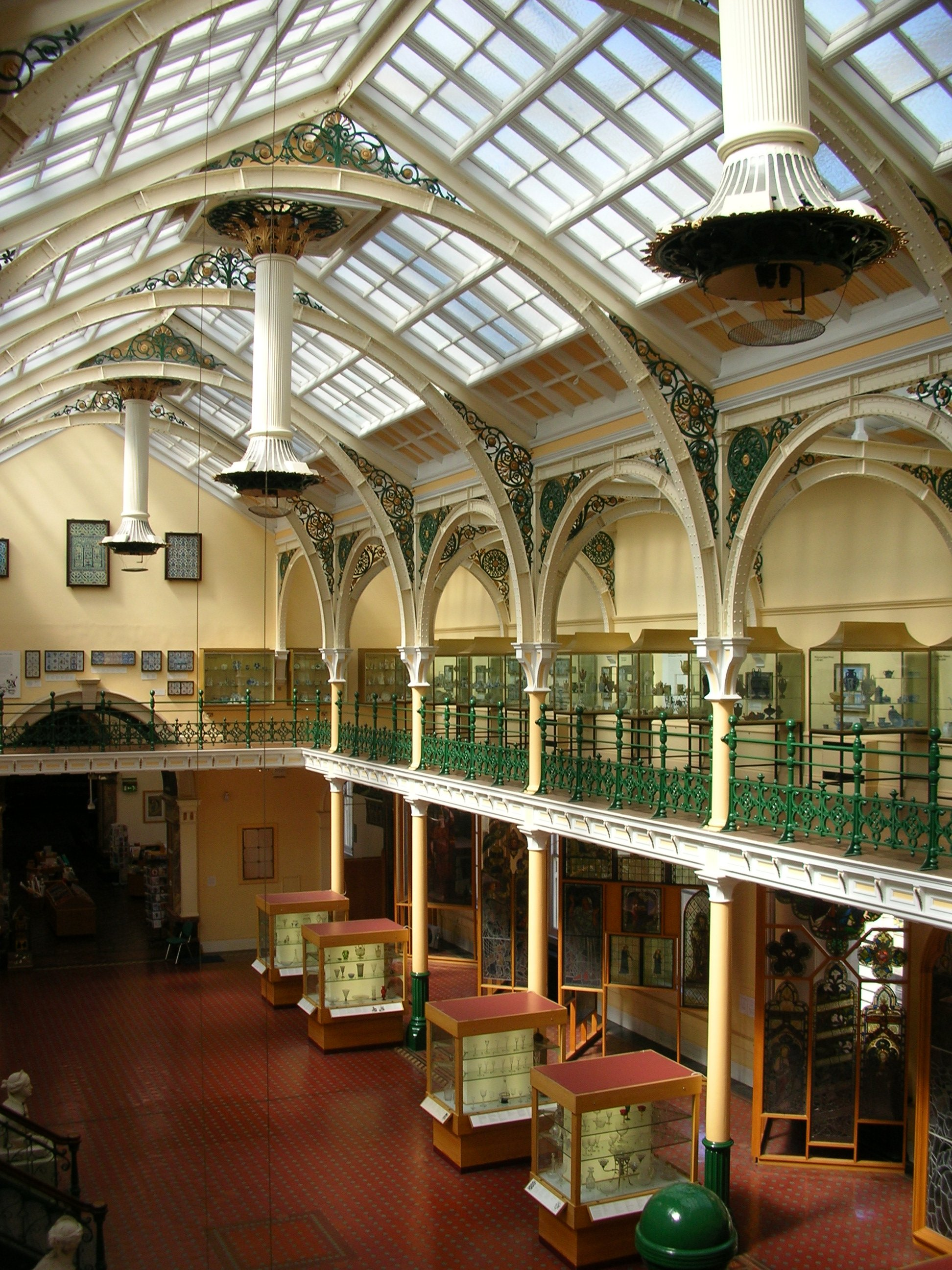
La galerie d'art originelle.

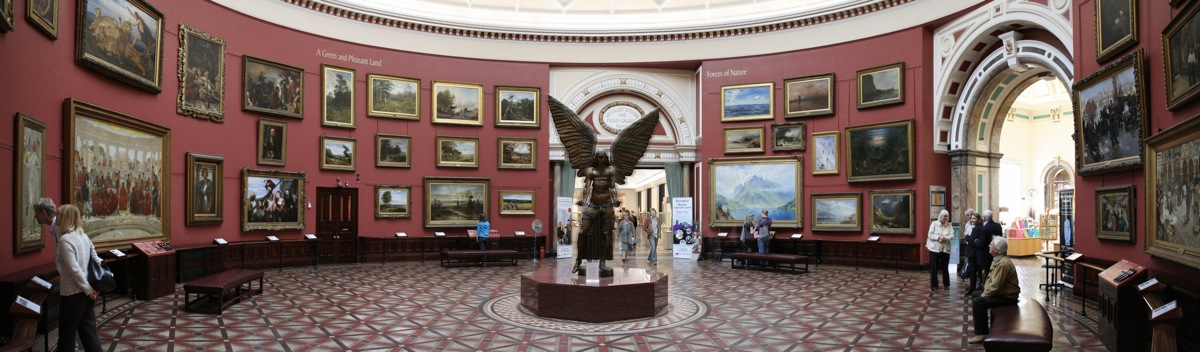
The Archangel Lucifer (1944-45) de Jacob Epstein dans la salle ronde (The Round Room).

## Œuvres
Parmi les œuvres de la collection, relevons :
- École anglaise
  - Francis Bacon[réf. nécessaire]
  - John Constable
    - Study of Clouds - Evening, August 31st, 1822, 1822[14]

  - David Cox
    - All Saints Church, Hastings, 1812[15]
    - All Saints Church, Hastings, 1812-1813[16]
    - Cottage Interior, Trossavon near Bettws-y-Coed, 1844-1847[17]
    - Crossing the Sands, 1848[18]

  - Thomas Gainsborough
    - Portrait of Lewis Bagot, Bishop of Bristol (1740-1802), 1770-1774[19]
    - Portrait of Sir Charles Holte (1721-82), 1770-1774[20]
    - Portrait of Isabelle Bell Franks ( 1769/70?-1855), non daté[21]

  - Patrick Heron[réf. nécessaire]
  - William Hogarth
    - Scene from John Gay's The Beggar's Opera, 1726-1728[22]
    - The Distressed Poet, 1733-1735[23]

  - Allen Jones[réf. nécessaire]
  - Arthur Hughes
    - Le Long Engagement, 1859

  - Sir Edwin Landseer
    - The Hunting of Chevy Chase, 1825-1826[24]

  - Peter Lanyon
    - Offshore, 1959[25]

  - Peter Lely
    - Portrait of Oliver Cromwell (1599-1658), 1653-1654[26]
    - Susanna And The Elders, 1645-1655[27]

  - Joseph Mallord William Turner
    - Carthage: Aeneas and Achates, 1825[28]
    - South View of Salisbury Cathedral, 1797-1798[29]
    - The Pass of Saint Gotthard, Switzerland, 1803-1804[30]

  - Stanley Spencer
    - Portrait of Mrs J Buchanan, vers 1942[31]
- École flamande
  - Petrus Christus
    - Christ as the Man of Sorrows, vers 1450[32]

  - Pierre Paul Rubens
    - King James the First Uniting England and Scotland, vers 1632-1633[33]
- École française
  - Georges Dufrénoy[réf. nécessaire]
  - Gaspard Dughet
    - Classical Landscape, entre 1650 et 1660[34]

  - Claude Lorrain
    - Paysage pastoral avec le pont Milvius, 1645[35]
    - Scène côtière avec l'embarquement de saint Paul, 1653-1655[36]
- Impressionnistes
  - Edgar Degas
    - A Roman Beggar Woman, 1857[37]

  - Camille Pissarro
    - Le Pont Boieldieu à Rouen, Soleil Couchant, 1896[38]

  - Pierre Auguste Renoir
    - St Tropez, France, 1898-1900[39]
- École allemande
  - Johan Zoffany
    - Portrait of the Blunt Children, 1766-1770[40]
- École italienne
  - Pompeo Batoni
    - Portrait of Duchess Sforza Cesarini (d.1765), 1760-1770[41]

  - Giovanni Bellini
    - Madonna and Child Enthroned with Saints and Donor, 1505[42]

  - Sandro Botticelli
    - The Descent of the Holy Ghost, 1495-1505[43]

  - Giovanni Antonio Canal, dit Canaletto
    - Warwick Castle, East Front from the Courtyard, 1752[44]
    - Warwick Castle, East Front from the Outer Court, 1748-1752[45]
    - Allegorical Tomb of Lord Somers[46]

  - Giuseppe Crespi
    - Girl Holding a Dove, 1690-1700[47]

  - Carlo Dolci
    - St Andrew Praying before his Martyrdom, 1643[48]

  - Benvenuto Tisi, dit Il Garofalo
    - The Agony In The Garden, 1524[49]

  - Orazio Gentileschi
    - Rest on the Flight into Egypt, 1615-1620[50]

  - Francesco Guardi
    - Venice - Santa Maria delle Salute and the Dogma, 1760-1790[51]

  - Giovanni Francesco Barbieri, dit Guercino
    - Erminia and the Shepherd, 1619-1620[52]

  - Simone Martini
    - A Saint Holding a Book, 1330-1344[53]

  - Guido Reni
    - Portrait of a Woman, perhaps Artemisia or Lady with a Lapis Lazuli Bowl, 1638-1639[54]

  - Salvator Rosa[réf. nécessaire]
  - Andrea Schiavone
    - The Execution of St John the Baptist, 1540-1563[55]

  - Bernardo Strozzi
    - Portrait of a Genoese Nobleman, 1610-1615[56]
- École espagnole
  - Bartolomé-Esteban Murillo
    - Vision of St Anthony of Padua, 1650-1670[57]
- École néerlandaise
  - Jan van Goyen
    - A River Scene, 1642[58]

  - Willem van de Velde le Jeune
    - The English Ship Hampton Court in a Gale, 1679-1681[59]

## Galerie

### Beaux-arts

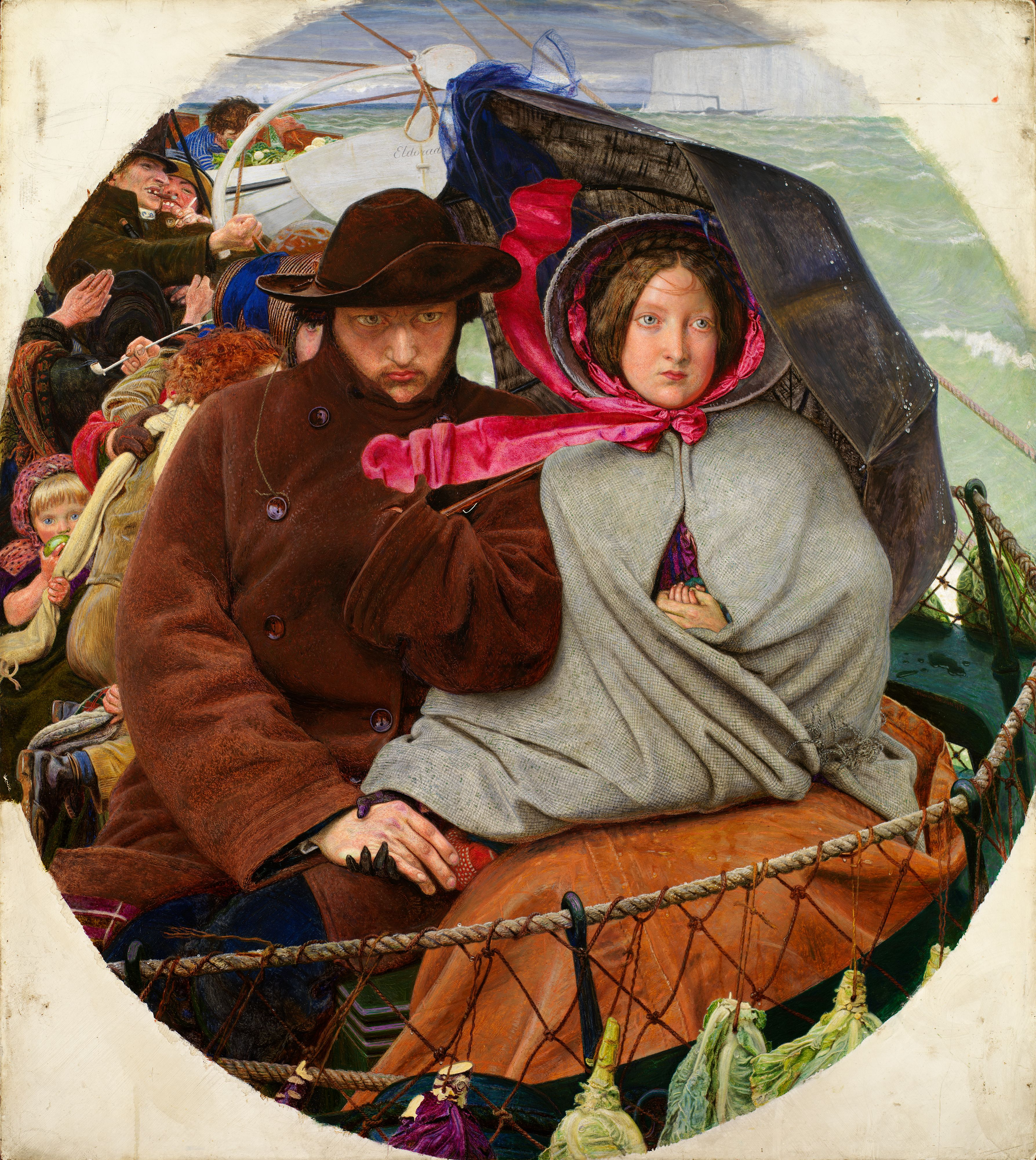
Adieu à l'Angleterre par Ford Madox Brown.
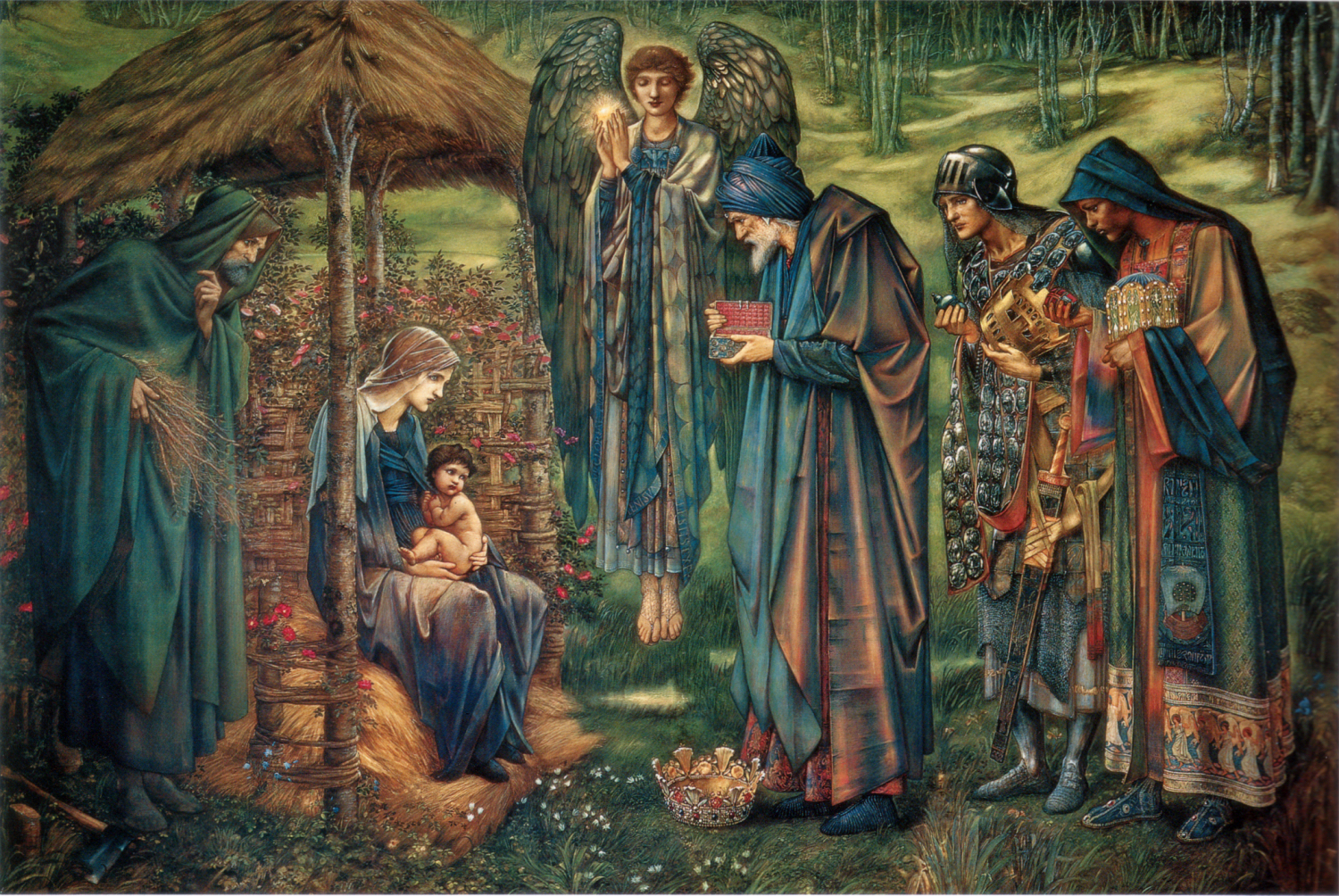
L'Étoile de Bethléem par Edward Burne-Jones.
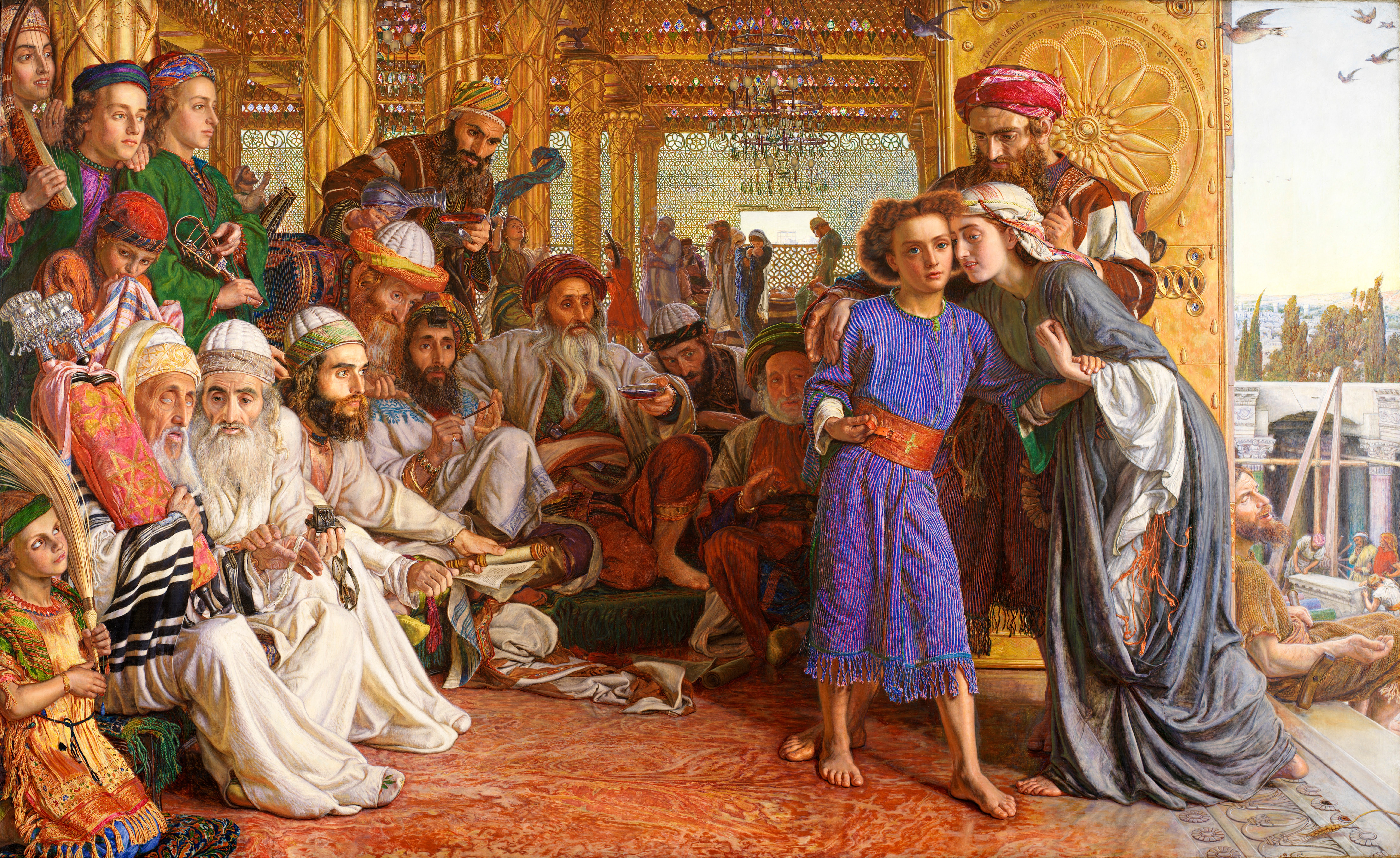
Découverte du Sauveur dans le Temple par William Holman Hunt
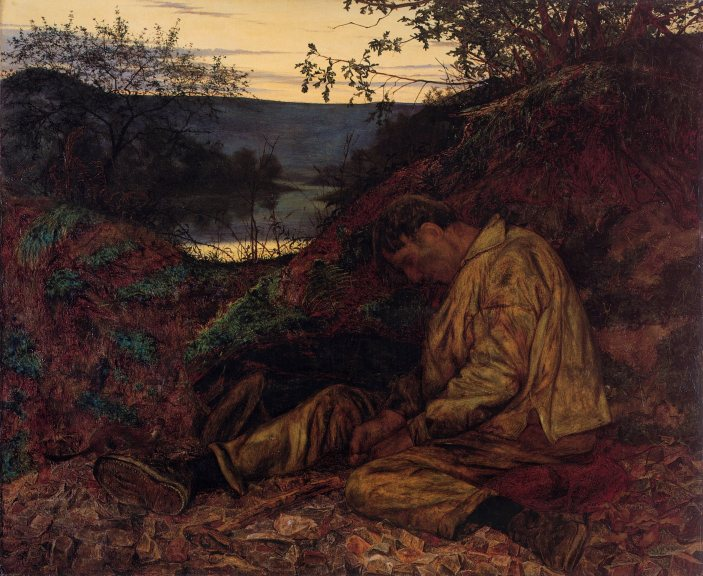
The Stonebreaker (en) par Henry Wallis.
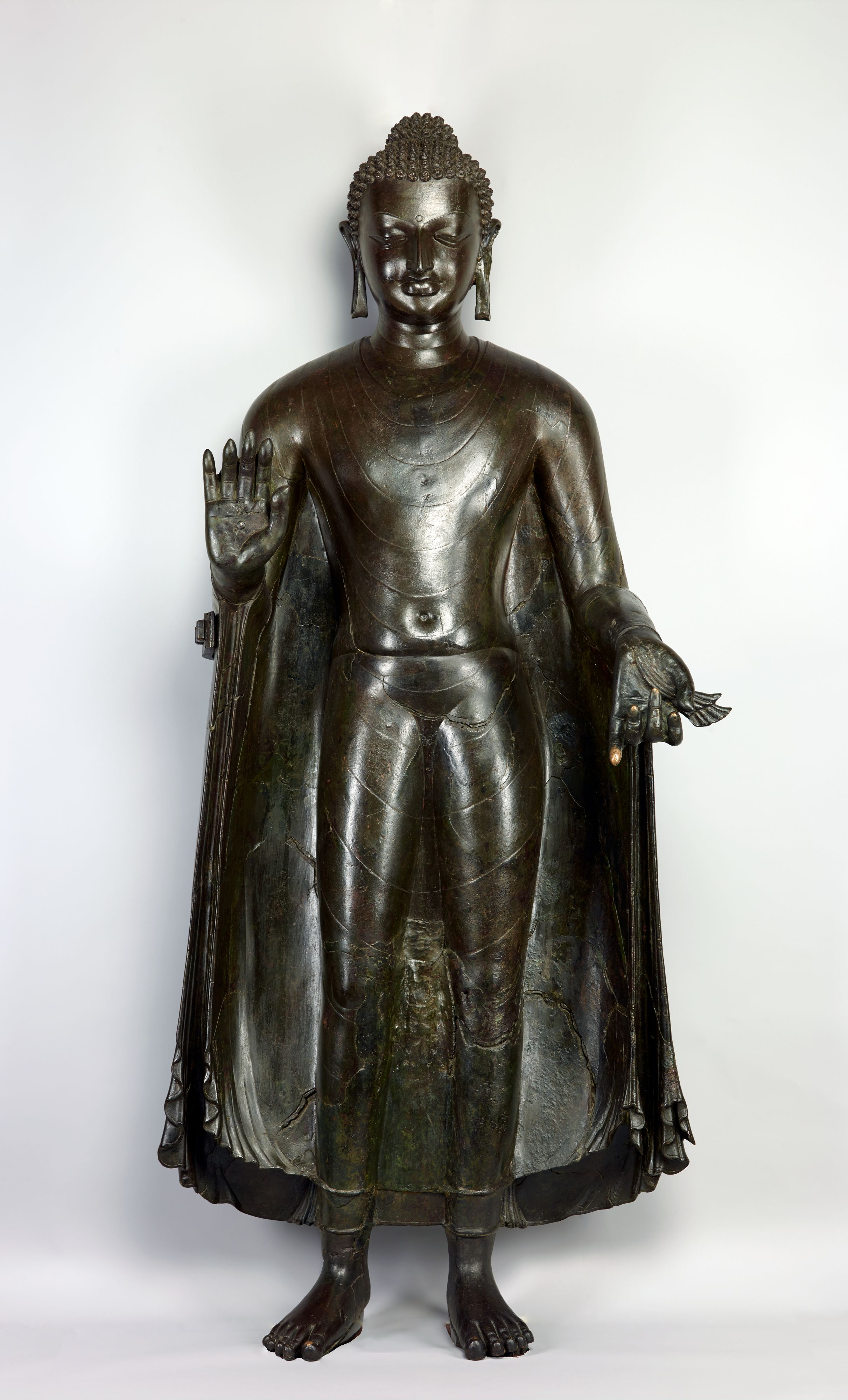
The Sultanganj Buddha (en)
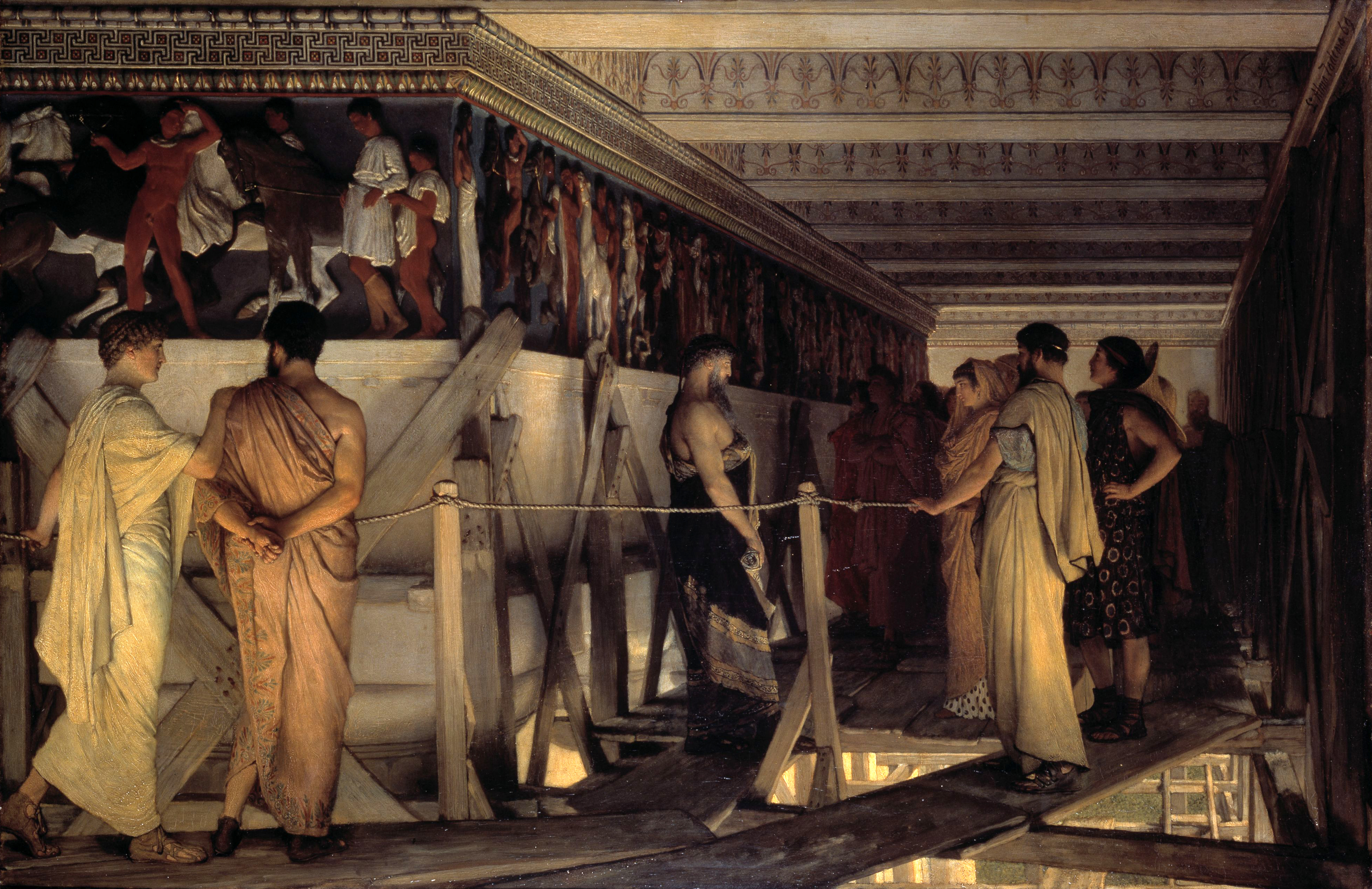
Phidias montrant la frise du Parthénon à ses amis par Lawrence Alma-Tadema.
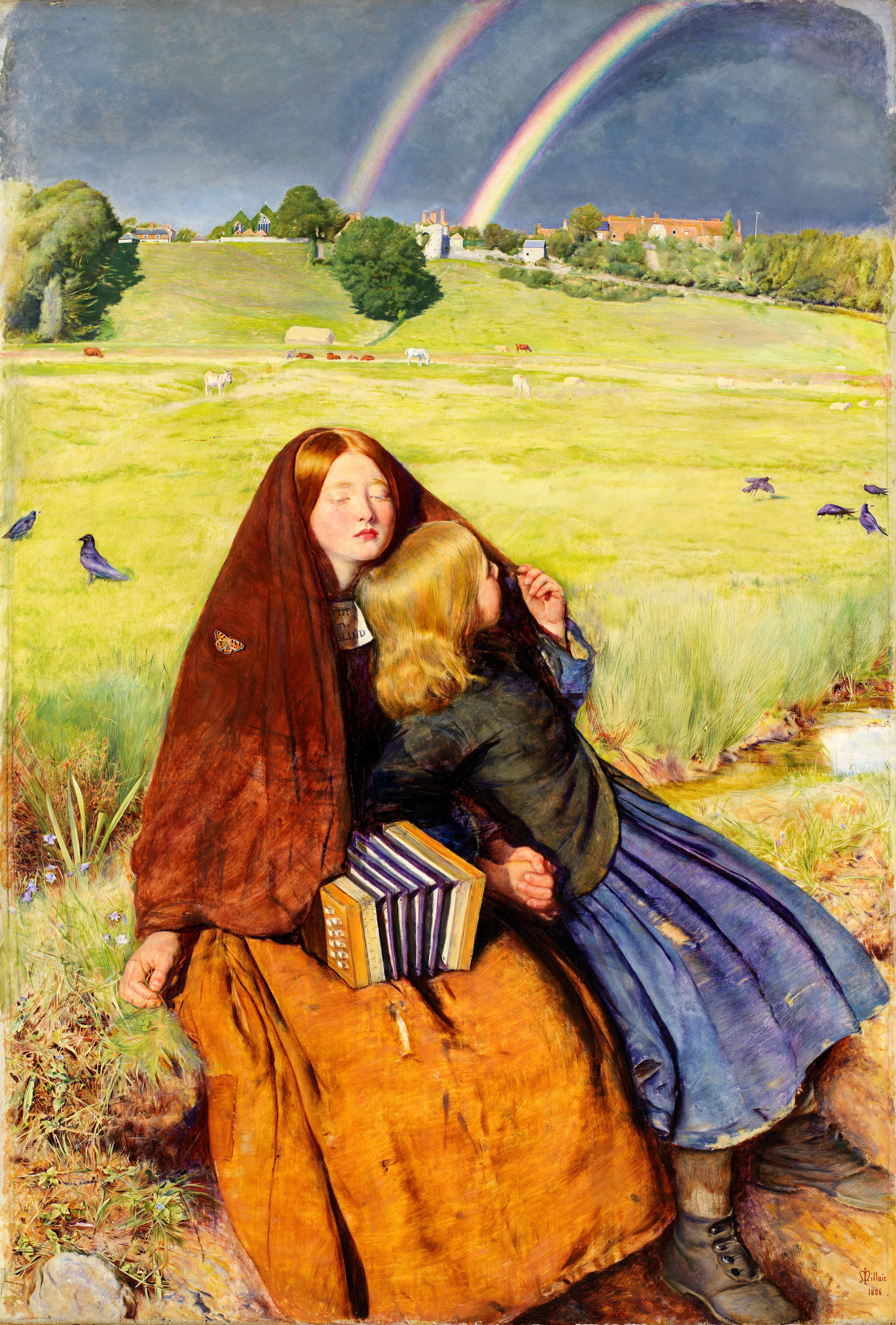
La Jeune Aveugle par John Everett Millais.
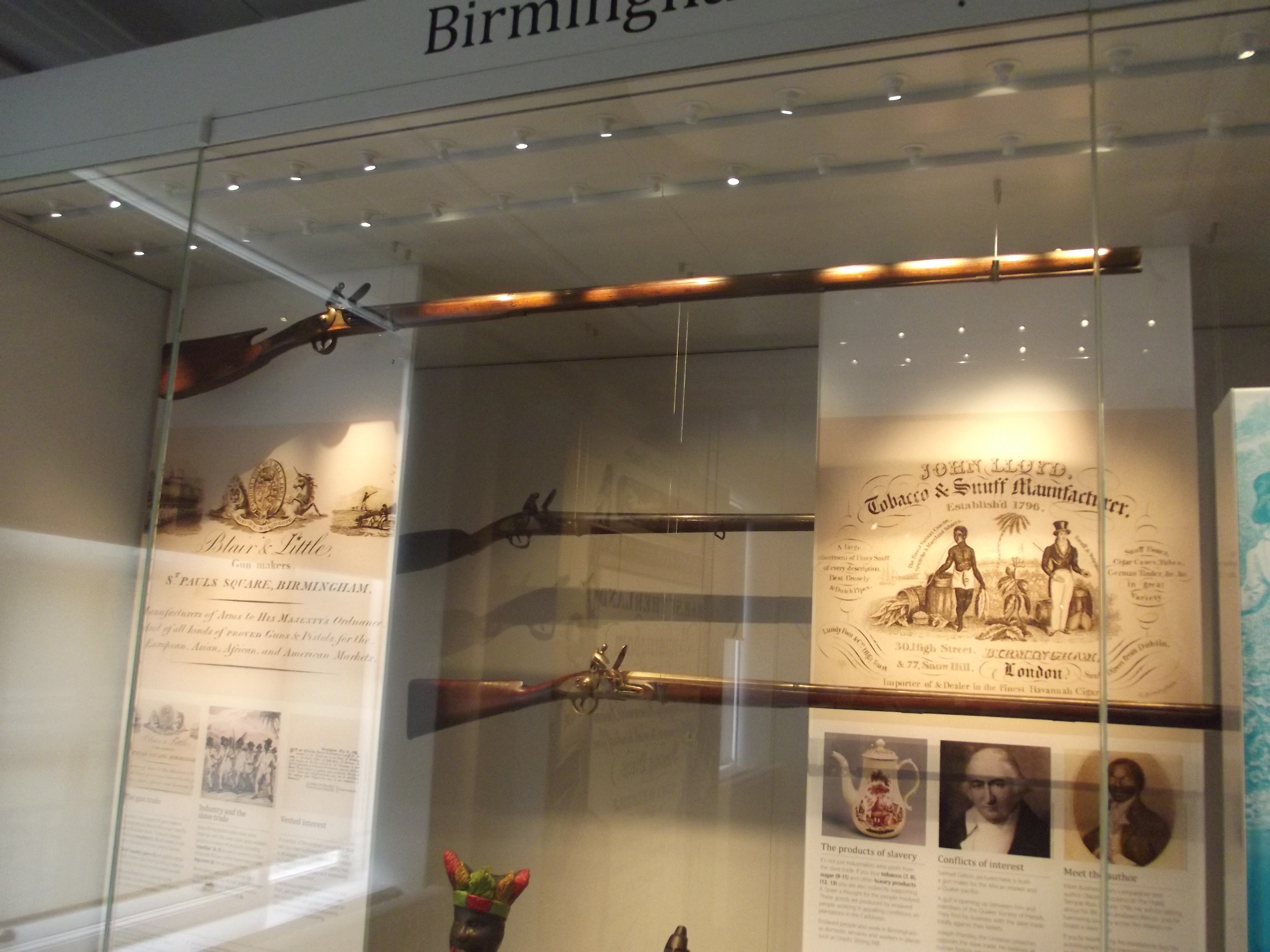
Fusils de traite destinés à être troqués contres esclaves sur les côtes africaines. Dans la 2ème moitié du XVIIIe siècle, les Européens vendaient environ 300 000 fusils par an en Afrique, contribuant à maintenir un état de guerre endémique dont les prisonniers alimentaient le marché aux esclaves[60].

### Histoire

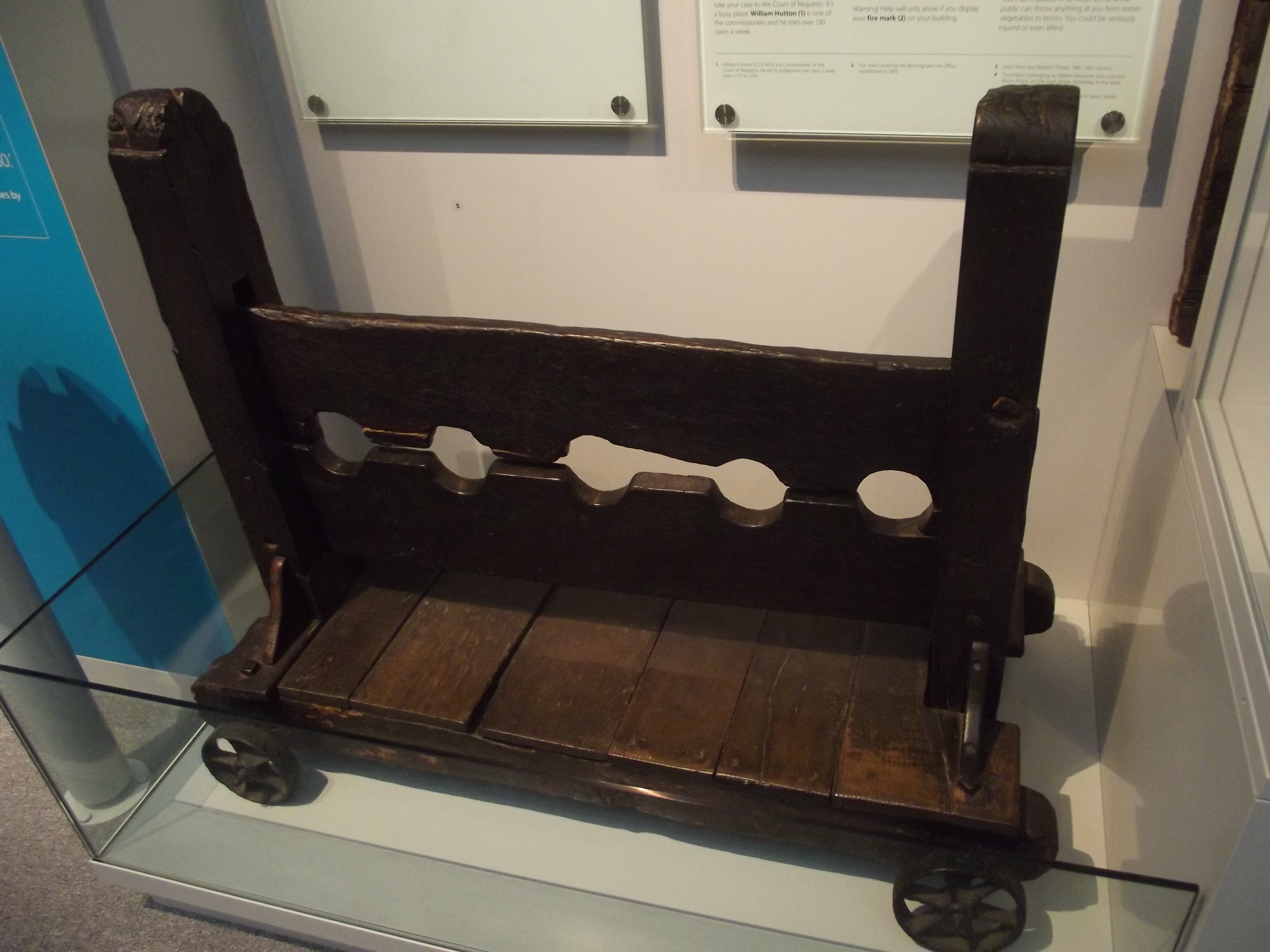
Carcan provenant d'une prison.
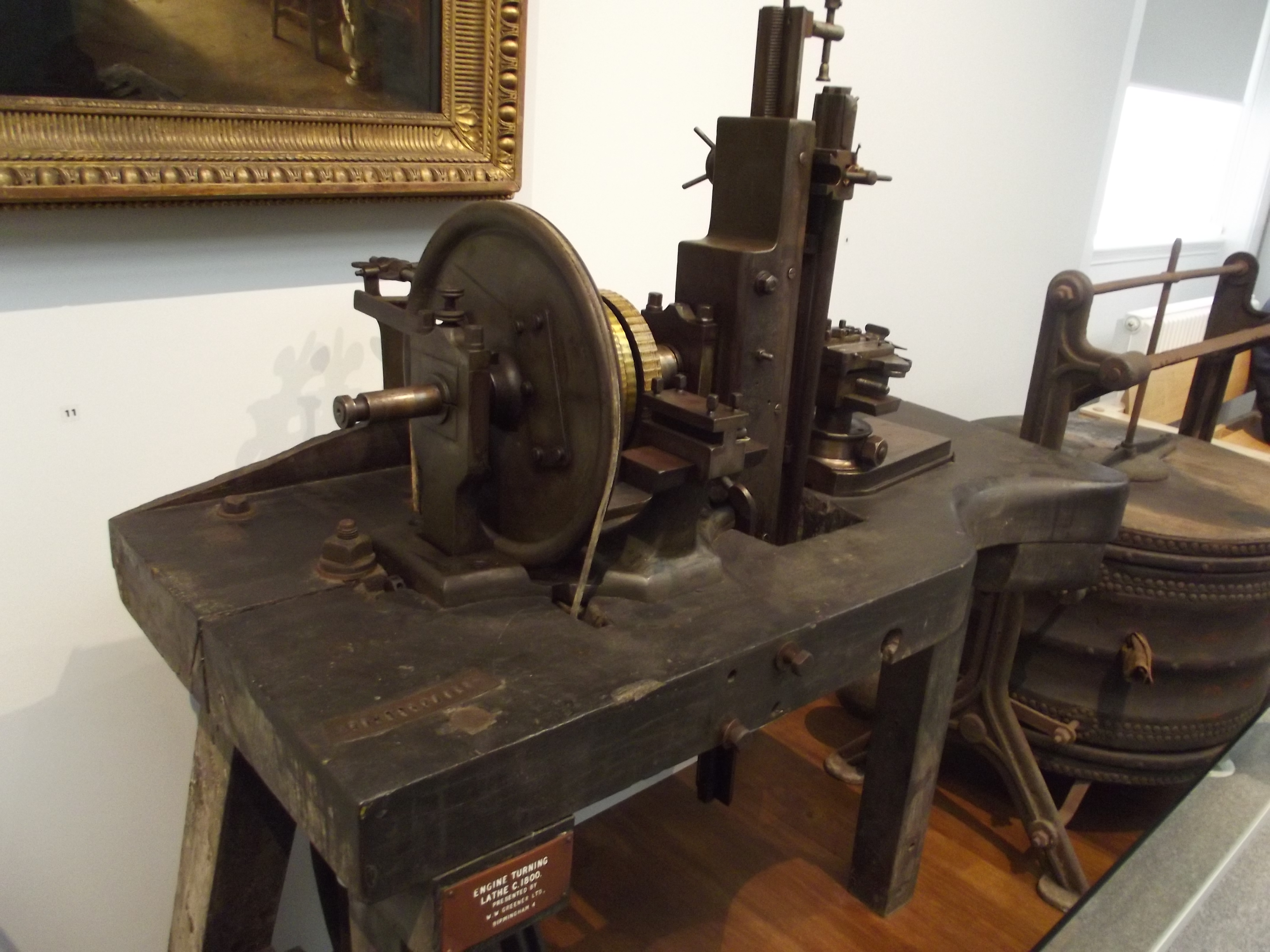
Machine pour fabriquer des armes.
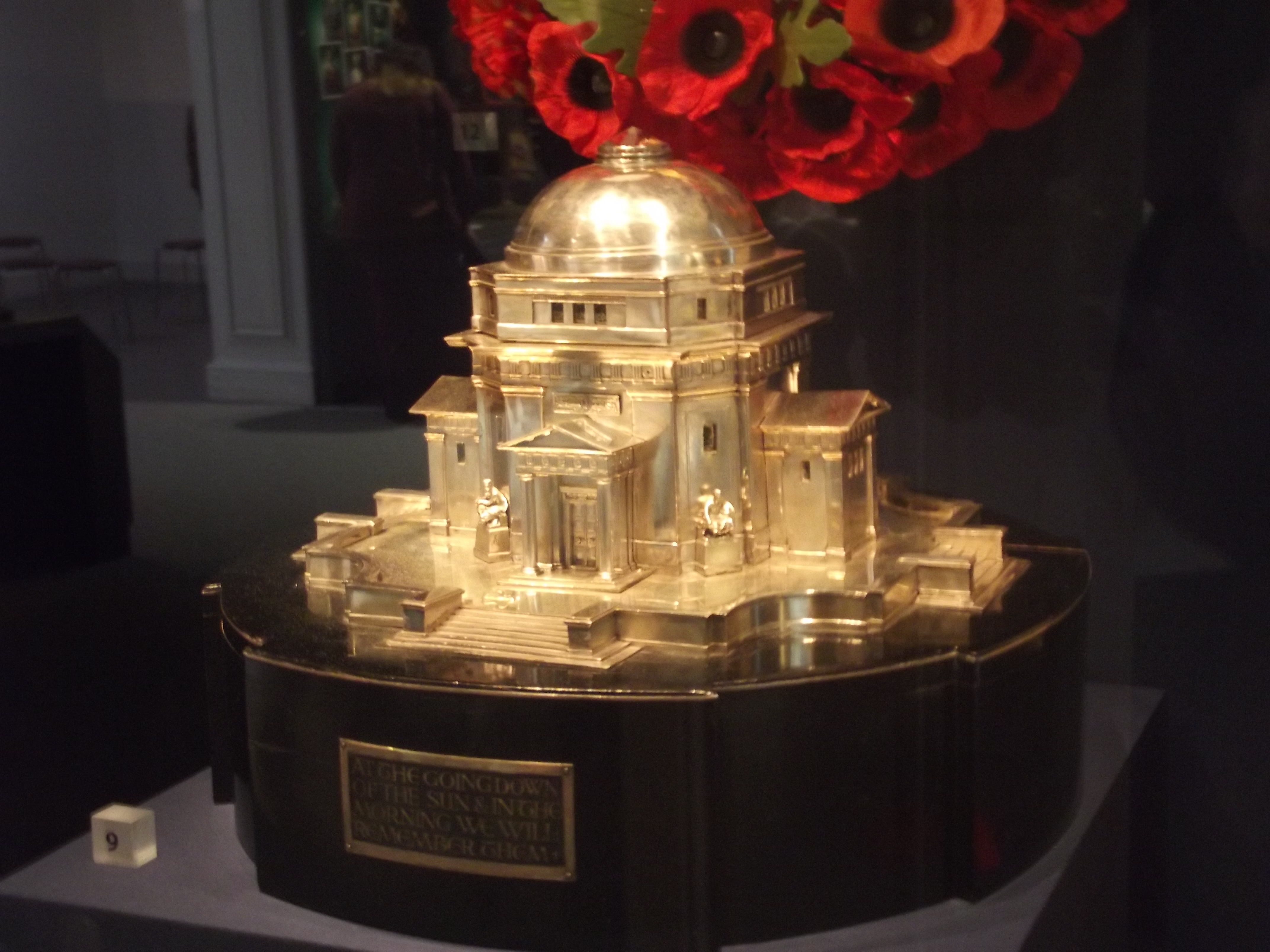
Coffret en argent du Hall of Memory (en).
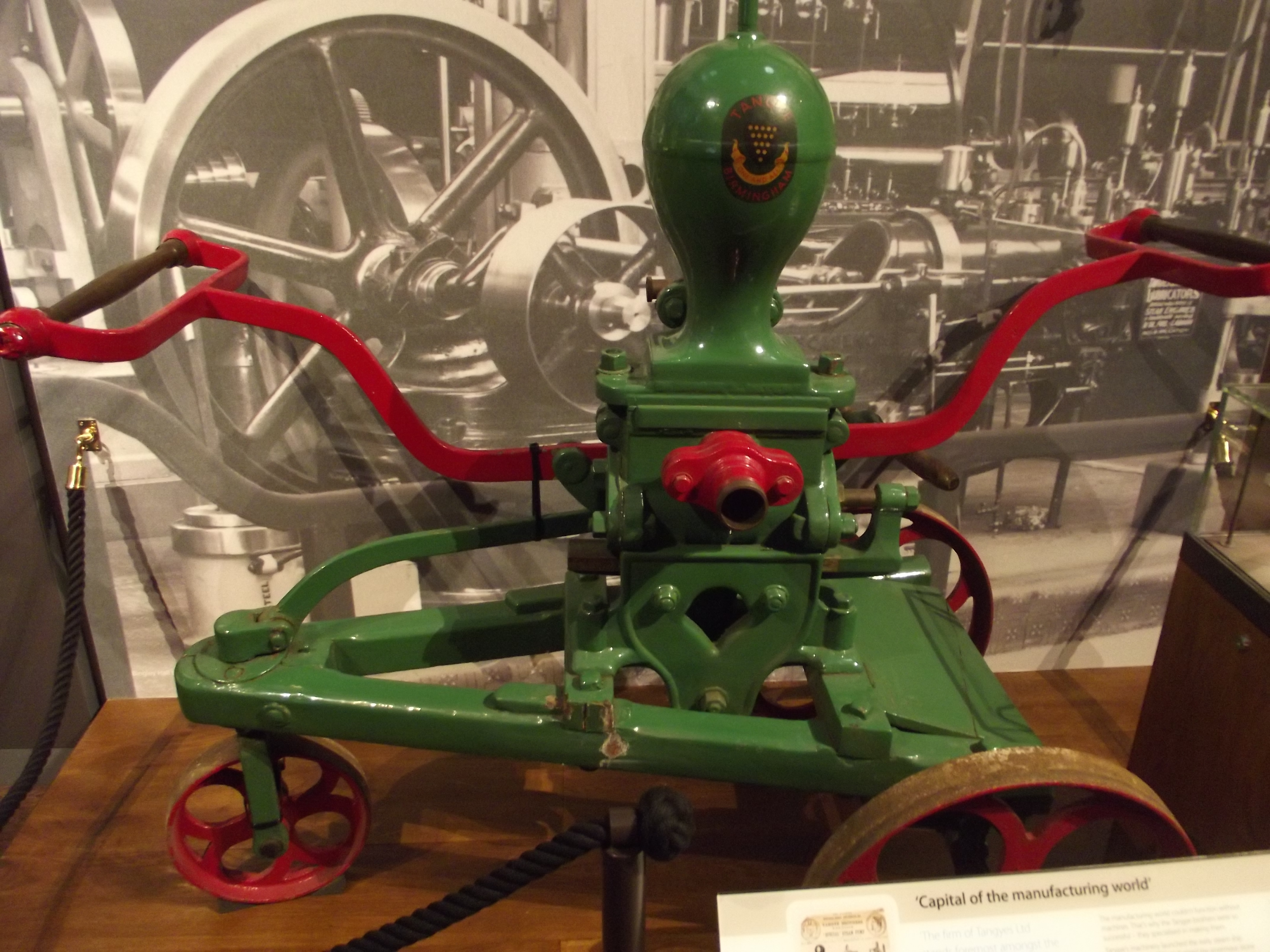
Pompe à incendie manuelle.
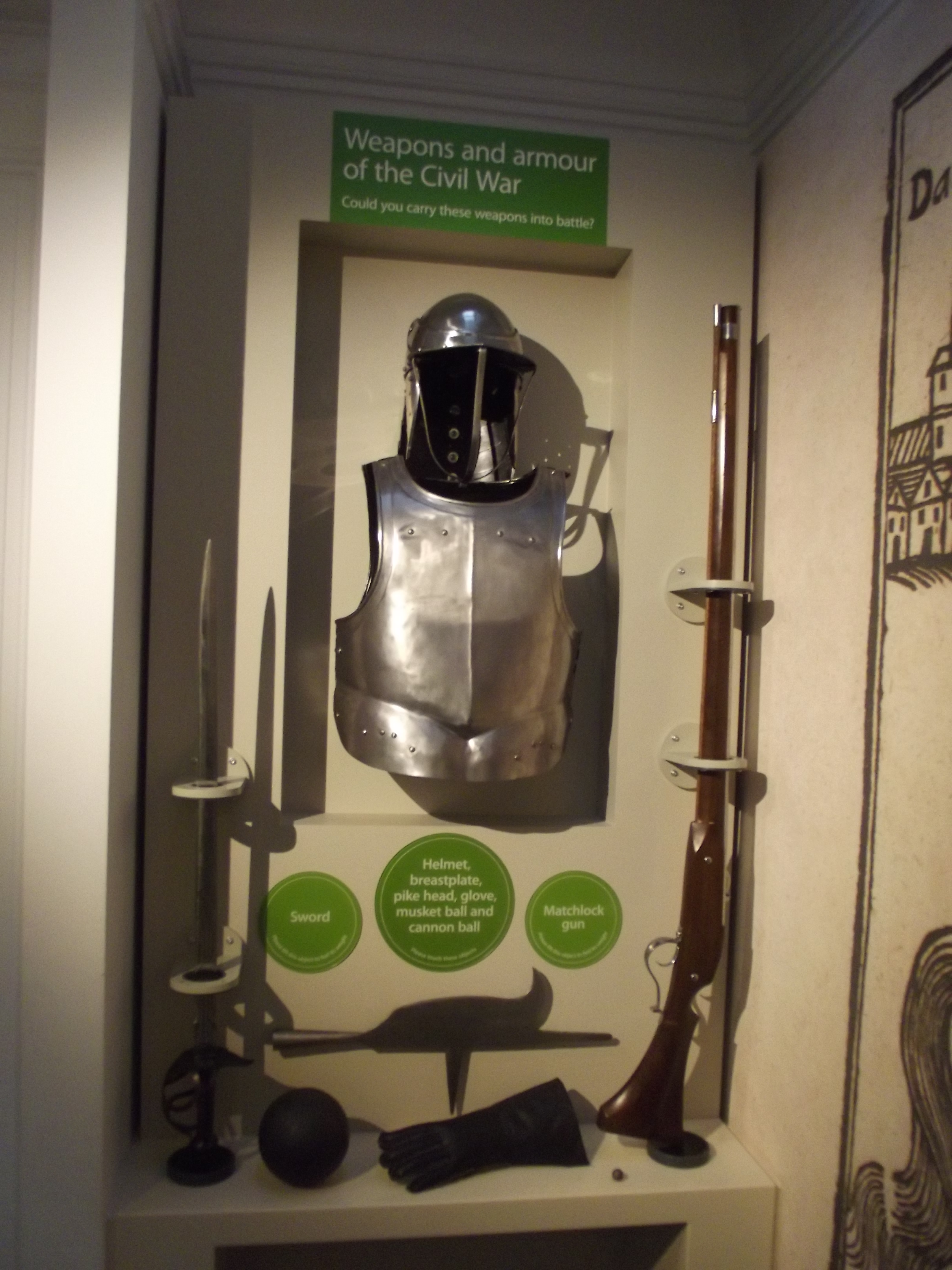
Armes et armures de la guerre civile.
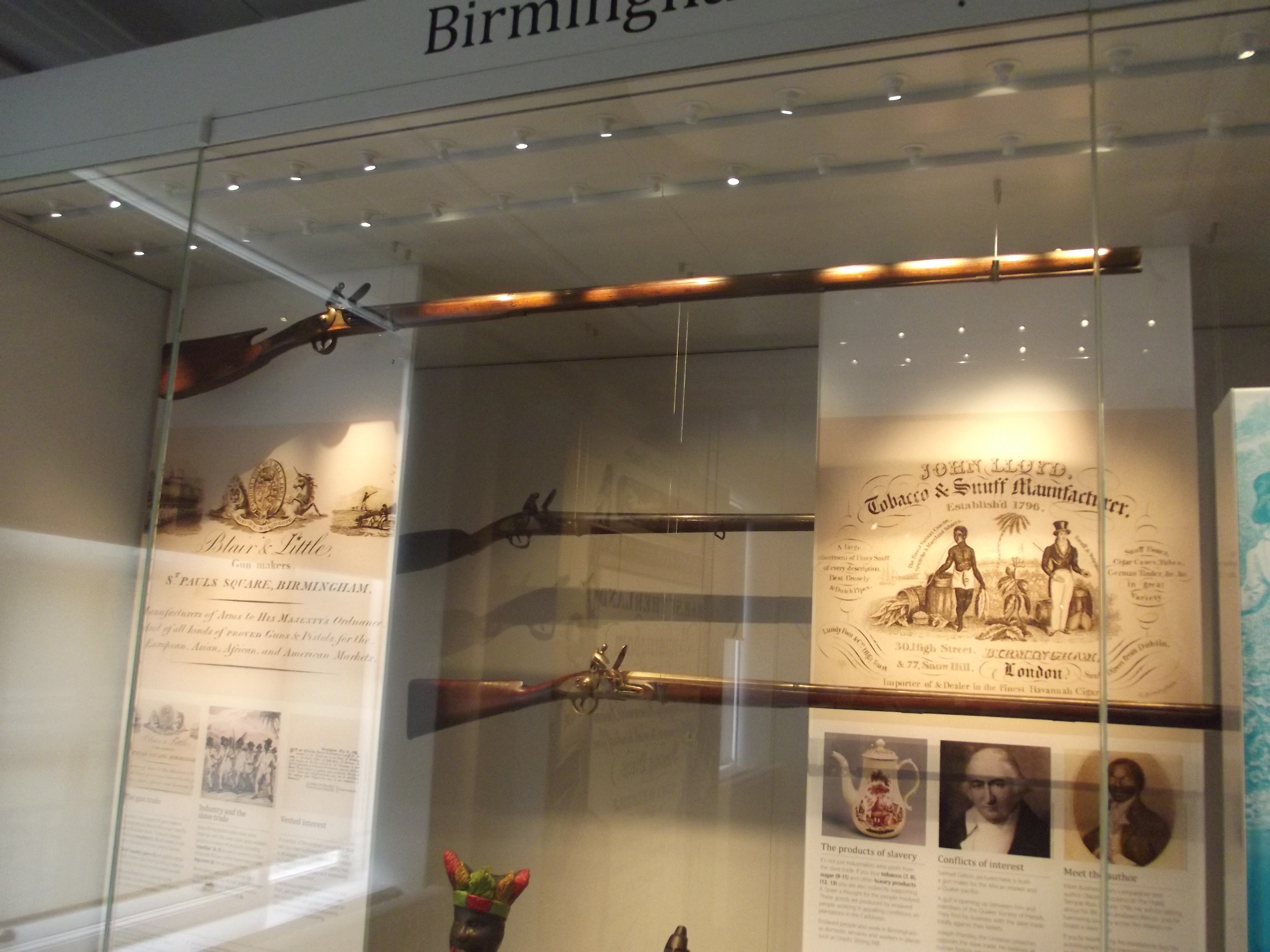
Fusils de traite destinés à être troqués contre des esclaves sur les côtes africaines. Dans la 2ème moitié du XVIIIe siècle, les Européens vendaient environ 300 000 fusils (dont la moitié étaient produits à Birmingham[12]) par an en Afrique, contribuant à maintenir un état de guerre endémique dont les prisonniers alimentaient le marché aux esclaves[60].